# Dirichlet (månekrater)
Dirichlet er et nedslagskrater på Månen. Det befinder sig på Månens bagside og er opkaldt efter den tyske matematiker Peter G. L. Dirichlet (1805 – 1859).
Navnet blev officielt tildelt af den Internationale Astronomiske Union (IAU) i 1970. 

## Omgivelser
Dirichletkrateret er forbundet med den sydlige ydre rand af Henrykrateret. Mod syd-sydøst ligger det meget større Tsanderkrater. 

## Karakteristika
Krateret er cirkulært med en skarp kant, som ikke er blevet slidt af betydning. Der er små udadgående buler langs den østlige side. De indre vægge er skredet ned og danner stenbunker ved foden.

## Satellitkratere
De kratere, som kaldes satellitter, er små kratere beliggende i eller nær hovedkrateret. Deres dannelse er sædvanligvis sket uafhængigt af dette, men de får samme navn som hovedkrateret med tilføjelse af et stort bogstav. På kort over Månen er det en konvention at identificere dem ved at placere dette bogstav på den side af satellitkraterets midte, som ligger nærmest hovedkrateret. Dirichletkrateret har følgende satellitkratere:
| Dirichlet | Længde  | Bredde   | Diameter |
| --------- | ------- | -------- | -------- |
| E         | 12,2° N | 147,8° V | 26 km    |

## Måneatlas
- Billeder af Dirichletkrateret i LPI-måneatlasset